# Marumanga
Marumanga är ett periodiskt vattendrag i Burundi.   Det ligger i provinsen Rutana, i den centrala delen av landet, 90 kilometer öster om huvudstaden Bujumbura.
Omgivningarna runt Marumanga är en mosaik av jordbruksmark och naturlig växtlighet. Runt Marumanga är det ganska tätbefolkat, med 185 invånare per kvadratkilometer.